# جاذبه (فیلم ۲۰۱۷)
جاذبه  (به انگلیسی: Attraction) یک فیلم علمی تخیلی از سینمای روسیه به کارگردانی فئودور بوندارچوک و محصول ۲۰۱۷ است. داستان در مورد یک سفینه فضایی متعلق به موجودات فرازمینی است که در یک منطقه مسکونی در مسکو سقوط می‌کند. دولت روسیه بلافاصله حکومت نظامی اعلام می‌کند زیرا مردم محلی از این مهمان ناخوانده به دلیل کشته‌شدن و مفقودشدن چند صد نفر در زمان سقوط و برخورد این سفینه و مشکلات دیگری که بعداً پیش می‌آید عصبانی هستند. در این فیلم، ایرینا استارشنباوم، الکساندر پتروف، رینال موخامتوف و اولگ منشیکف بازیگران اصلی هستند.
به گفتهٔ کارگردان آن، این فیلم یک تمثیل اجتماعی است. نویسندگان فیلمنامه اظهار داشتند که این فیلم از شورش‌های بیریولی‌یُوُ در سال ۲۰۱۳ الهام گرفته‌است.
این پروژه چهارمین فیلم روسی بود که به قالب سه بعدی آی‌مکس (IMAX) منتقل شد. اولین نمایش آن در روسیه در ۲۶ ژانویه ۲۰۱۷ بود. این فیلم در گیشه بسیار موفقیت بود و پردرآمدترین فیلم علمی تخیلی روسی در سال ۲۰۱۷ شد. همچنین نمرات و نظرات خوبی از طریق رسانه‌های روسی دریافت کرد ولی با انتقادات مختلف و متوسط منتقدان غربی روبرو شد.
یک دنباله برای این فیلم با عنوان هجوم در روز اول سال ۲۰۲۰ (اول ژانویه) در سینماهای روسیه نمایش یافت و در سه مارس ۲۰۲۰ بر روی DVD و بلو-ری و آی‌تیونز منتشر شد.